# La Lettre dans un taxi
La Lettre dans un taxi est un roman de Louise de Vilmorin paru en 1958 chez Gallimard dans la collection blanche. Le roman est réédité en février 1998 toujours chez  Gallimard.
Le roman fut adapté pour la télévision en 1962 par François Chatel.